# Benjamin van Tudela

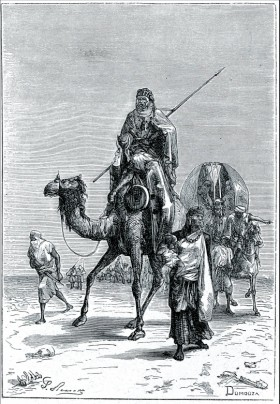
Benjamin van Tudela in de Sahara, 19de-eeuwse gravure

Benjamin ben Jona van Tudela ( Zoon van Jona) (Hebreeuws: בִּנְיָמִין מִטּוּדֶלָה) (Tudela, 1130 – 1173) was een middeleeuwse joodse reiziger afkomstig uit Navarra. Hij maakte een reis van dertien jaar door Europa, Azië en Afrika. Het verslag van die reis was een boek in het Hebreeuws onder de titel  De reizen van Benjamin van Tudela .
Het boek is geschreven vanuit een vertellend Ik-perspectief, maar Benjamin van Tudela heeft het werk niet zelf geschreven. Er is een voorwoord van een onbekende auteur in het boek. In dat voorwoord wordt door die auteur vermeld, dat hij het boek geschreven en samengesteld heeft op basis van uitgebreide aantekeningen van en gesprekken met Tudela.

## Biografie
Over het vroegere leven van Benjamin van Tudela is weinig bekend, wel dat hij afkomstig was uit de stad Tudela in het Koninkrijk Navarra.

## De reis van Benjamin van Tudela

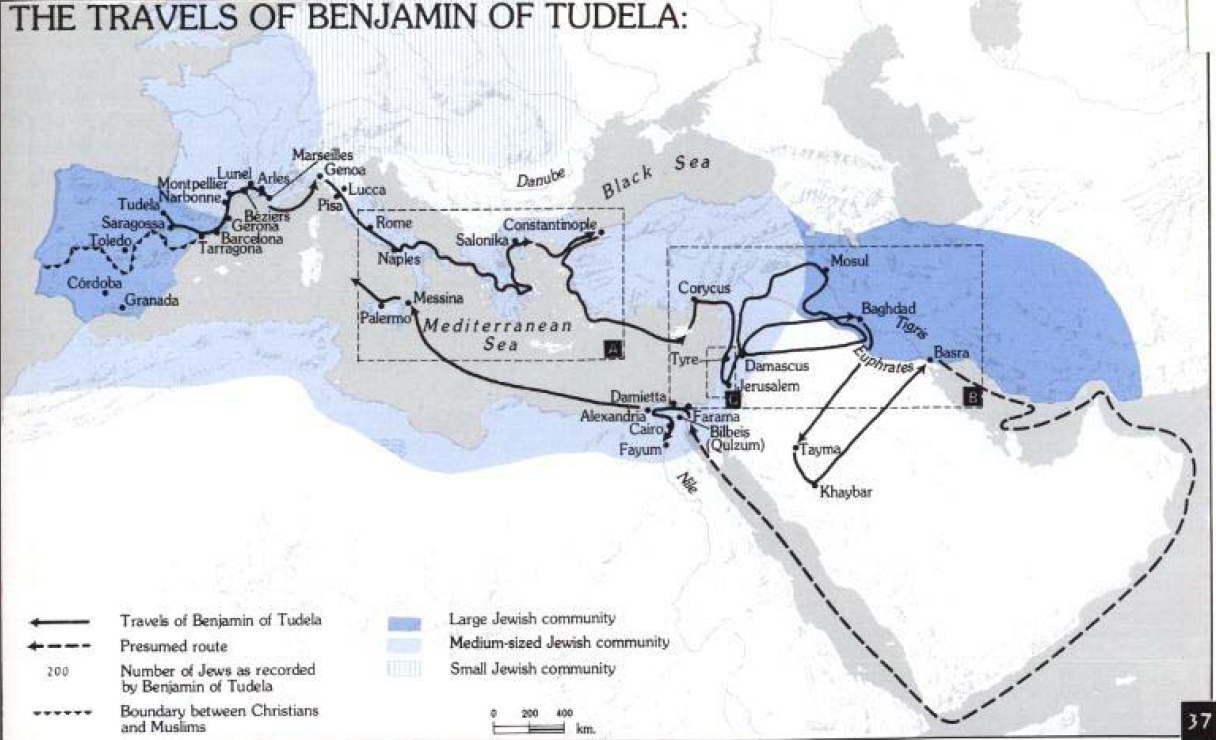
Route van Benjamin van Tudela

De reis van Benjamin van Tudela begon in 1160 in Noord-Oost Spanje. De motieven voor de reis zijn waarschijnlijk zowel van religieuze als commerciële aard geweest. In de meeste bronnen is Tudela een handelaar in juwelen. Tudela begon zijn reis vanaf de stad Zaragoza en volgde vanaf daar de loop van de rivier de Ebro. Vervolgens trekt hij door naar Marseille, waar hij scheep gaat en de steden Genua, Lucca, Pisa en Rome aandoet. Dan trekt hij verder naar hedendaags Griekenland en gaat hij aan land bij Constantinopel. Vanaf daar ging hij door Azië reizen. Zo bezocht hij Syrië, Libanon, het Heilige Land en het noordelijk deel van Mesopotamië. Vervolgens reisde hij door naar Baghdad en maakte hij een reis door het oude Perzische Rijk en het Arabisch Schiereiland. Via Egypte en Noord-Afrika keerde hij uiteindelijk in 1173 terug in Spanje, waar hij zijn reis dertien jaar eerder was begonnen.
In totaal heeft Benjamin van Tudela ca. 300 steden bezocht, waaronder veel steden die van belang zijn in de Joodse historie. Ook schreef hij informatie op over gebieden die hij niet had bezocht, maar wel veel over hoorde zoals China. Het is de eerste Europese tekst waarin het land Tibet als zodanig wordt benoemd. In het hoofdstuk over Bagdad wordt de aankomst vermeld van  prinsen uit Tibet, een land dat op een afstand van drie maanden reizen ligt.

## Thema
Het belangrijkste thema in het werk is de joodse diaspora buiten West-Europa. Benjamin van Tudela geeft gedetailleerde beschrijvingen van joodse gemeenschappen in de plaatsen die hij bezocht. Het werk geeft veel historische informatie over met name de economische activiteiten van de joodse gemeenschappen. Het is ook de belangrijkste bron over de joodse pseudo- Messias David Alroy.
Veel gekozen formuleringen in het verhaal maken duidelijk, dat het werk vooral is bedoeld als een vorm van troost voor de joodse gemeenschappen in West-Europa. In de tekst wordt vaak geformuleerd, dat de joodse gemeenschappen die hij bezocht erin slagen hun religieuze identiteit te handhaven. Op die manier benadrukt Tudela de eenheid van het Joodse volk en het geloof in een nieuwe joodse natie. Hij gebruikt daarvoor ook elementen uit het verhaal van de Tien Verloren Stammen van Israël.
 Er zijn Israëlieten in het land Perzië, die melden dat in de bergen bij Naisabur vier stammen van Israël wonen, namelijk   de stam van Naftali,   de stam van Zebulon, de stam van Dan en de stam van Aser die onderdeel uitmaakten van de eerste deportatie door Salmanasser, de koning van Assyrië.  
Tudela beschrijft de joodse gemeenschappen in de diaspora vaak als taaie, onverzettelijke mensen die zich weten te verweren tegen krachten die hen bedreigen. Die gemeenschappen hebben in het werk vaak bondgenoten in ongeciviliseerde groepen en stammen. De Assassijnen, een ismaëlitische sekte, waren bondgenoten van de Joden in de strijd tegen repressieve islamitische regimes. De Vlachen die voortdurend het Griekse platteland plunderden noemden de joden in hun gebied hun broeders en zouden zelf ook een joodse herkomst hebben.

## Betekenis in de zeventiende eeuw

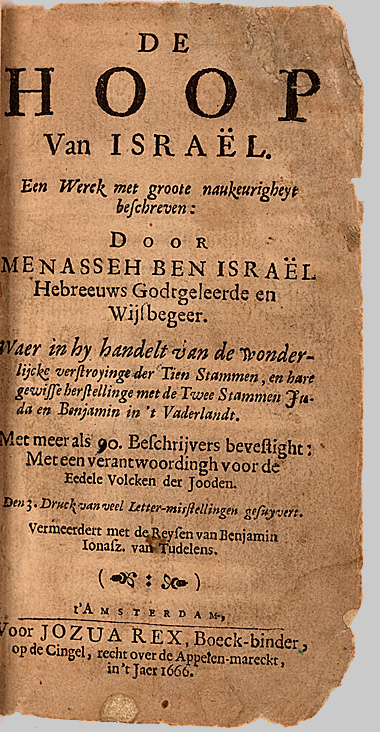
Titelblad van de uitgave uit 1666 in één band van de Nederlandse vertalingen

Het werk bleef – buiten de joodse gemeenschap in Europa – haast vier eeuwen onopgemerkt. In die periode was kennis van het Hebreeuws bij anderen dan Joden slechts aanwezig bij een zeer beperkt aantal katholieke theologen, die niet geïnteresseerd waren in seculiere Hebreeuwse teksten. De eerste gedrukte versie in het Hebreeuws verscheen in 1543 in Constantinopel. Een eerste gedrukte uitgave in het Latijn verscheen in 1575 in Antwerpen. Daarna volgden in de zeventiende eeuw vertalingen in een aantal Europese talen.
De eerste Nederlandse vertaling verscheen in 1666 in Amsterdam onder de titel  De Reysen van R. Benjamin Jonasz. Tudelens: In de drie deelen der werelt, als Europa, Asia, en Afrika . Die uitgave was in één band met de ook Nederlandse vertaling van Hope of Israel van de Amsterdamse rabbi Menasseh Ben Israel. Dat was een zeer bewuste keus.
Menassah ben Israël was door een Portugese jood, Antonio de Montezinos die in Zuid-Amerika had gereisd, overtuigd dat de indianen in een deel van de Andes in feite behoorden tot een van de Verloren Stammen van Israël. Menassah ben Israël ontleende aan die overtuiging nieuwe hoop op de komst van de Messias en het herstel van Israël. Hij was zelf van opvatting, dat voorafgaand daaraan Joden in zoveel mogelijk delen van de wereld dienden te leven. Zijn boek  Hope of Israel uit 1650 was met name gericht op het beïnvloeden van de Engelse politieke opinie om Joden weer in het land toe te laten na de verdrijving daaruit van 1290.
Hij gebruikte het werk van Benjamin van Tudela over de onbekende joodse gemeenschappen om zijn argumenten te ondersteunen. Een aantal Engelse protestanten was na lezing van het werk van opvatting, dat verloren Joden een plaats dienden te krijgen in Engeland omdat – na bekering tot het christendom – dit de tweede komst van Christus zou bespoedigen. Hoewel Oliver Cromwell niet het formele verbod van 1290 ophief, maakte hij duidelijk dat het niet langer gehandhaafd zou worden. In 1655 vestigden de eerste Joden zich weer in Engeland.